# Шадлик, Кэрол Энн
Кэрол Энн Шадлик (англ. Carol Ann Shudlick; по мужу Смит (англ. Smith); родилась 13 мая 1972 года, Апл-Валли, штат Миннесота, США) — американская профессиональная баскетболистка, выступала в американской баскетбольной лиге за команду «Коламбус Квест», в составе которой стала чемпионкой АБЛ в сезоне 1996/1997 годов. После образования женской национальной баскетбольной ассоциации несколько раз пыталась закрепиться в одной из её команд, однако безуспешно, после чего решила завершить свою спортивную карьеру. Играла на позиции центровой.

## Ранние годы
Кэрол Энн Шадлик родилась 13 мая 1972 года в небольшом городке Апл-Валли (штат Миннесота), училась она там же в одноимённой средней школе, в которой выступала за местную баскетбольную команду.